# Ејриксјекидл
Ејриксјекидл (исл. Eiríksjökull) је ледник на Исланду, северозападно од Лангјекидла. Захвата површину од око 22 км², налази се на 1675 метара надморске висине, што га чини највишом планином западног Исланда. Смештен је на 750 метара моћној лавичној плочи угашеног вулкана.